# Maglie
Maglie es una localidad italiana de la provincia de Lecce, región de Puglia, con 14.532 habitantes.

Ubicación de la ciudad de Maglie dentro de la provincia de Lecce.

## Evolución demográfica
| Gráfica de evolución demográfica de Maglie entre 1861 y 2008 |
|                                                              |
| Fuente ISTAT - elaboración gráfica de Wikipedia              |